# Luciano De Liberato
Luciano De Liberato (Chieti, 6 settembre 1947) è un pittore italiano.

## Biografia
Ha seguito studi scientifici e svolto una decennale attività professionale nell'ambito dell'architettura e del design, interrotta per vocazione all'arte. Ha frequentato con discontinuità l'Accademia di belle arti di Brera e l'Accademia di belle arti dell'Aquila.
Nel 1975 iniziò un percorso di ricerca sul segno che suscitò immediato interesse fra i critici e storici dell'arte Maurizio Fagiolo dell'Arco, Filiberto Menna, Enrico Crispolti, Lorenza Trucchi, Marcello Venturoli e Giuseppe Marchiori. Con le sue opere prime, vinse il Premio Lubiam nel 1975.
Nel 1980 fu “Segnalato Bolaffi” per la pittura. L'anno successivo fu inserito su Capital tra i giovani pittori emergenti.
Dal 1990 si è ritirato in isolamento nel suo studio nella provincia italiana.

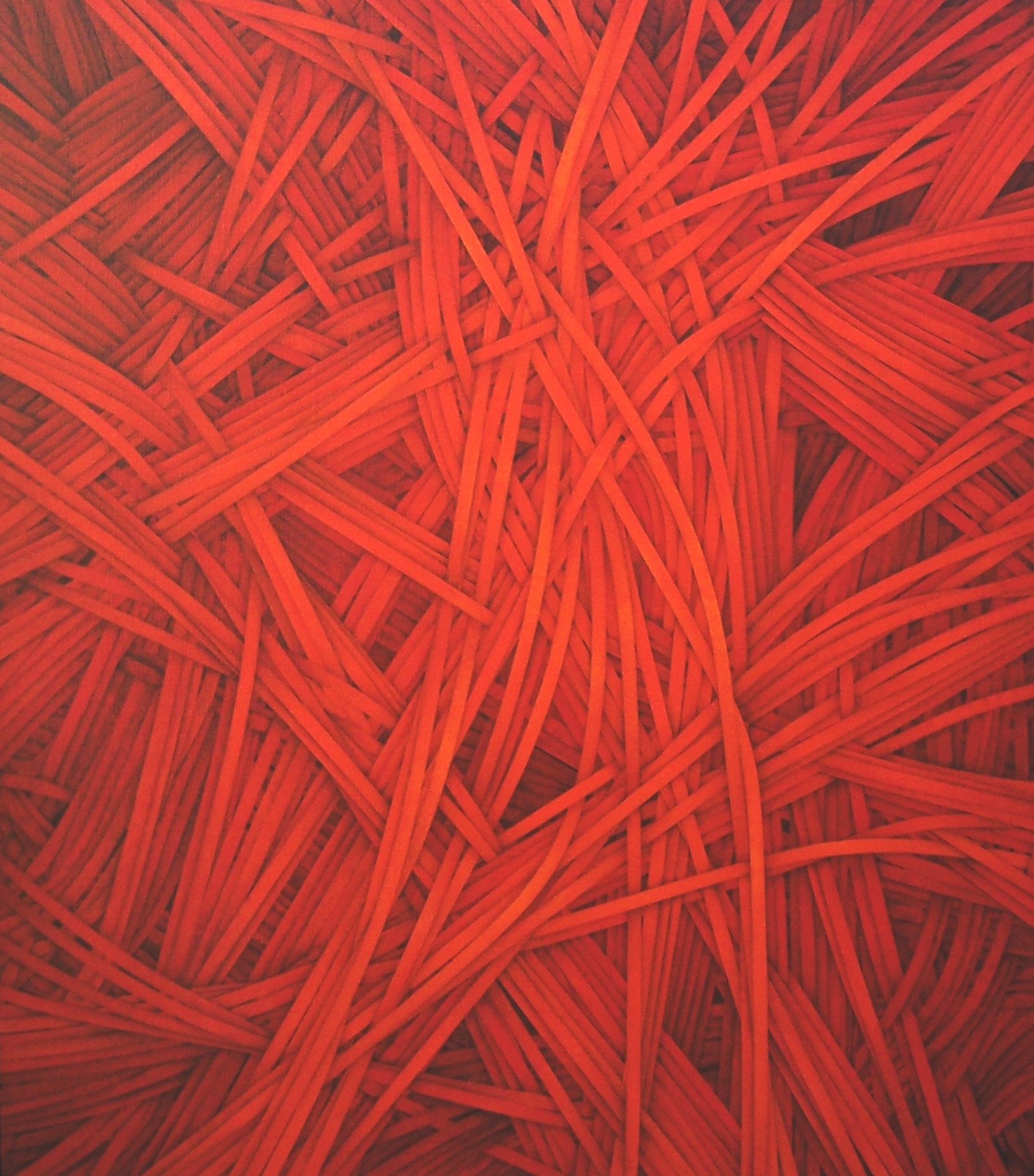
"Segni di Fuoco" 2002

Nel 2008, RAI 1, RAI 3, RAI Storia e Magazzini Einstein,hanno dedicato vari servizi al suo lavoro, in onda nei programmi Art News e The Making of, con l'esecuzione di un'opera in diretta.
Nel 2012 a New York la sua opera RED è stata usata come immagine del Lincoln Center Festival.
Dal 2011 ha deciso di chiudere tutti i rapporti con le gallerie italiane e lavorare solo in ambiti internazionali.
Al suo attivo ha 50 mostre personali.

## Opere principali

### Mostre personali
- 1978, Roma, Studio Artivisive, a cura di Maurizio Fagiolo dell'Arco e Filiberto Menna
- 1983, Basilea, International Art Fair Art Basel (solo show Galleria Artivisive Roma)
- 1983, Bologna, Arte Fiera, (personale Galleria Artivisive Roma)
- 1984, Basilea, International Art Fair (solo show Galleria Artivisive Roma)Art Basel
- 1984, Rennes, Maison de la Culture, Galerie Andrè Malraux
- 1988/1983, Roma, Studio Artivisive di Sylvia Franchi
- 1994, Bologna, Arte Fiera, (personale Galleria Artivisive Roma)
- 1994, Roma, Galleria La Borgognona, mostra antologica
- 1999, Milano, Università Bocconi
- 2000, Pescara, Teatro monumento Gabriele D'Annunzio
- 2001, Cortina d'Ampezzo, Spazio Cultura “Nuovi itinerari” a cura di Milena Milani
- 2003/2002/2001/2000/1999, Roma,Galleria Andrè[3], Via Giulia
- 2011, Cesena, Palazzo del Ridotto, Pinacoteca d'Arte Moderna, Antologica[4]
- 2012, New York, Lincoln Center[5][6]

### Mostre collettive istituzionali, pubblicazioni
- 1975, Francavilla al Mare, XXIX Premio Michetti[7]
- 1976,  Francavilla al Mare, XXX Premio Michetti
- 1977,  Francavilla al Mare, XXXI Premio Michetti
- 1980, Catologo Nazionale Bolaffi, volume II, Segnalati per la pittura[8]
- 1983,  Francavilla al Mare, XXXVI Premio Michetti[9]
- 1987,  Comune di Pescara[10]
- 1987, L'Aquila Alternative Attuali, a cura di Enrico Crispolti
- 1998, Artivisive in progress, Roma, Storia dell'Arte, testi di Domenico Amoroso, Mirella Bentivoglio, Fabrizio Crisafulli, Ed.Christengraf
- 1999, Giuseppe Rosato, Quei giovani amici pittori Ed. Museo di Nocciano, saggistica[11]
- 2002, Premio Termoli[12][13]
- 2011, Sassoferrato, 61^ Rassegna internazionale d'arte G. B. Salvi,[14] Mostra
- 2011, Pescara, Museo Aurum, Padiglione Italia Abruzzo, Biennale di Venezia[15][16]
- 2013, XLVI Premio Vasto[17]
- 2015, L'Aquila, Palazzo Fibbioni, The Making of, artisti al lavoro in tv[18][19]